# Eccymatoge brujata
Eccymatoge brujata là một loài bướm đêm trong họ Geometridae.